# Erikssonia carissae
Erikssonia carissae är en svampart som beskrevs av Doidge 1948. Erikssonia carissae ingår i släktet Erikssonia och familjen Phyllachoraceae.   Inga underarter finns listade i Catalogue of Life.